# Conquesta fatimita d'Egipte
La conquesta fatimita d'Egipte tingué lloc l'any 969, quan les tropes del Califat Fatimita a les ordres del general Jàwhar as-Siqil·lí s'apoderaren del territori, que fins llavors havia governat autònomament la dinastia ikhxídida en nom del califa abbàssida.
Els fatimites havien tractat repetidament de conquistar Egipte des que s'havien fet amb el poder a Ifríqiya al 909; el Califat Abbàssida, encara poderós, ho va impedir. En la dècada del 960, però, els fatimites havien consolidat i augmentat el seu poder, mentre que el seu rival oriental s'havia sumit en la decadència i els ikhxídides sofrien també una llarga crisi: les incursions estrangeres i una greu fam se sumaren a la mort al 968 del cabdill Abu-l-Misk Kàfur. La seua mort creà un buit de poder que va encetar les lluites entre les diferents faccions de Fustat, capital d'Egipte. La crisi s'aguditzà per les campanyes simultànies romanes d'Orient contra els estats musulmans de la Mediterrània oriental. Mentrestant, els agents fatimites operaven obertament a Egipte, i els notables començaren fins i tot a anhelar la presa del poder pel califat occidental amb l'esperança d'eliminar així la inestabilitat i la inseguretat.
La conjuntura feu que el califa fatimita al-Muïzz organitzàs una gran expedició per conquerir Egipte. La va dirigir Jàwhar; isqué de Raqqada el 6 de febrer del 969 i arribà al delta del Nil dos mesos després. Els grups ikhxídides van preferir negociar la capitulació que oposar-se a l'invasor; Jàwhar concedí un perdó (amān), i prometé respectar els drets dels notables i de la població i emprendre la gihad contra els romans d'Orient. L'exèrcit fatimita vencé els soldatsikhxídides que van tractar d'impedir que travessaren el Nil entre el 29 de juny i 3 de juliol, alhora que els agents fatimites aprofitaven la confusió per a apoderar-se de Fustat i declarar la seua submissió a al-Muïzz. Jàwhar va confirmar l'amān i va prendre possessió de la ciutat el 6 de juliol; l'oració de divendres es va llegir en nom d'al-Muïzz ja el 9 de juliol.
Jàwhar fou virrei de la zona durant els quatre anys següents, sufocà rebel·lions i començà la construcció d'una capital nova, el Caire. Els seus intents d'apoderar-se d'altres territoris antigament ikhxídides com el Llevant mediterrani i d'atacar els romans d'Orient fracassaren; va avançar veloçment al principi, però després els exèrcits fatimites foren anihilats i Egipte va sofrir la invasió càrmata, frenada just al nord del Caire. Al-Muïzz arriba a Egipte al 973, i s'instal·la al Caire, que de llavors ençà serà la capital del califat fins a la seua desaparició.

## Primers intents de conquesta d'Egipte
Els fatimites s'apoderaren d'Ifríqiya al 909, quan l'arrabassaren als aglàbides amb la col·laboració dels amazics kutama. A diferència dels seus predecessors, que s'havien limitat a dominar la zona als límits occidentals del Califat Abbàssida, els fatimites tenia pretensions ecumèniques, atès que eren una secta ismaïlita xiïta que afirmava descendir de Fàtima, la filla de Mahoma i dona d'Alí; considerava els abbàssides sunnites usurpadors i estaven decidits a substituir-los al capdavant d'un imperi universal. Així, a la primeria del 910, el sobirà fatimita Ubaidalà es va declarar imam i califa amb l'àlies d'al-Mahdí bi-L·lah (909-934).

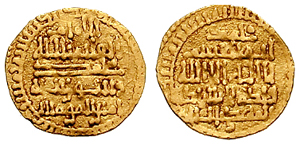
Dinar d'or del segon califa fatimita, al-Qàïm bi-Amrilà. Com a hereu del seu pare, dirigí les dues primeres i fallides invasions d'Egipte que havia emprés la dinastia

A conseqüència d'aquesta visió imperial del poder i després d'haver-se apoderat d'Ifríqiya, els fatimites intentaren conquerir Egipte, la porta al Llevant i l'Iraq, on es trobava la cort dels seus rivals abbàssides. La primera invasió la va emprendre l'hereu del tron califal, al-Qàïm, al 914. Conquerí Cirenaica (Barca), Alexandria i l'oasi del Fayún, però no pogué apoderar-se de la capital, Fustat, i se'n retirà el 915, després de l'ajut abbàssida del Llevant i l'Iraq.
La segona invasió succeí al 919-921. Els fatimites dominaren altra vegada Alexandria, però foren detinguts per segona volta davant Fustat i en perderen les naus. Al-Qàïm ocupà l'oasi del Fayún, però l'hagué d'abandonar davant l'arribada de reforços abbàssides; es replegà a Ifríqiya pel desert. El Califat Abbàssida es va sumir en una aguda crisi en la dècada del 930; els fatimites tractaren d'aprofitar les picabaralles entre les faccions militars d'Egipte al 935-936. Les hosts fatimites tornen a ocupar Alexandria breument, però la campanya en realitat va servir perquè Muhammad ibn Tughj al-Ijshidí, un capitost turc, s'afermàs com a senyor d'Egipte i del sud del Llevant —oficialment en nom dels abbàssides, però en realitat com a cabdill independent— i fundàs la dinastia ikhxídida. Durant les seues disputes amb Bagdad, al-Ikhxidi no dubta a cercar el suport fatimita, fins i tot suggerint un enllaç matrimonial entre un dels seus fills i una filla d'al-Qàïm, però abandona el pla quan la cort abbàssida reconeix la seua autoritat. A més, la revolta d'Abū Yazīd Màkhlad (943-947) contra els fatimites els impedí a aquests escometre qualsevol operació contra Egipte durant uns anys.

## Canvi de circumstàncies: Egipte a la dècada de 960
L'equilibri de poder s'inclinà a poc a poc a favor dels fatimites durant el segon terç del segle x: mentre els fatimites afermaven el poder, els abbàssides s'afeblien per lluites internes entre les fraccions buròcrates, cortesanes i militars. Aquests perderen gradualment les províncies frontereres, de les quals s'apoderaren dinastes regionals ambiciosos i el poder del califa restà limitat a l'Iraq; els califes abbàssides quedaren reduïts a mers peons impotents dels buwàyhides a partir del 946.
Els ikhxídides passaven també per una crisi en la dècada del 960, per problemes interns i pressions externes. Makuria emprén la conquesta d'Egipte meridional, mentre a l'oest, els amazics Laguatan ocupen la rodalia d'Alexandria, i es coaliguen amb les tribus beduïnes del desert occidental per combatre l'exèrcit ikhxídida. Els beduïns del Llevant amenaçaven l'autoritat ikhxídida a la zona, que també fou envaïda pels càrmates. Aquests atacaven les caravanes de mercaders i hajj, sovint en col·lusió amb els beduïns; els ikhxídides eren incapaços de frenar aquestes corregudes. Les rutes per terra entre Egipte i l'Iraq van quedar pràcticament tallades. Els historiadors moderns sospiten que els fatimites fomentaven alguns d'aquests fets: l'orientalista francés Thierry Bianquis afirma que la incursió mukkúrria del 956, que arrasà la zona d'Assuan, tenia probablement el suport encobert dels fatimites; és també habitual, tot i que no n'hi ha proves, afirmar que els fatimites van col·laborar amb els beduïns i els càrmates al Llevant.
La situació interior d'Egipte havia empitjorat per les escasses inundacions del Nil que van començar al 962. El nivell d'inundació del 967 fou el menor del primer període islàmic; les crescudes dels tres anys següents també foren anormalment baixes. Els vents càlids i les llagostes també destruïren els conreus; hi hagué una gran fam, a la qual se sumà la pesta. Els preus dels aliments s'apujaren ràpidament: al 968, un pollastre costava vint-i-cinc vegades més que abans i un ou cinquanta vegades més. La capital, Fustat, fou la més afectada. La fam i les epidèmies doblegaren la que llavors era la ciutat més populosa del món islàmic després de Bagdad; les epidèmies hi continuaren durant els primers anys del període fatimita. Les escasses collites reduïren els ingressos de la hisenda egípcia i els ikhxídides van reduir despeses. Això afectà els influents cercles religiosos; no rebien els salaris i els fons per al manteniment de les mesquites desaparegueren; a més, la incapacitat de garantir la seguretat de les caravanes de pelegrins a la Meca a partir del 965 feu que aquestes desapareguessen temporalment.
L'Imperi Romà d'Orient de Nicèfor II Focas (963-969) va arrabassar terres al món islàmic en la dècada del 960: Creta, Xipre, Cilícia i part del nord de Síria. La reacció ikhxídida fou ineficaç: no feu res per sostenir Creta i la flota enviada contra els romans d'Orient després de la caiguda de Xipre fou destruïda per la marina romana d'Orient, la qual cosa deixà inermes les costes d'Egipte i el Llevant. Els musulmans egipcis exigien una gihad i feren matances de cristians, que van ser contingudes amb dificultat. La propaganda fatimita s'apressà a aprofitar a favor seu l'ofensiva romana d'Orient, contrastant la inoperància ikhxídida i abbàssida amb l'actitud dels fatimites, que combatien als romans d'Orient en la Itàlia meridional. L'avanç romà d'Orient, sumat al pillatge d'amazics i càrmates a Síria, també privà Egipte del blat llevantí, un complement habitual en temps de fam.
Aquesta conjunció de problemes interiors i amenaces externes, i la contínua minva del poder abbàssida feren que la perspectiva d'una absorció fatimita d'Egipte esdevingués cada vegada més atractiva per als egipcis.

## Caiguda delsikhxídides

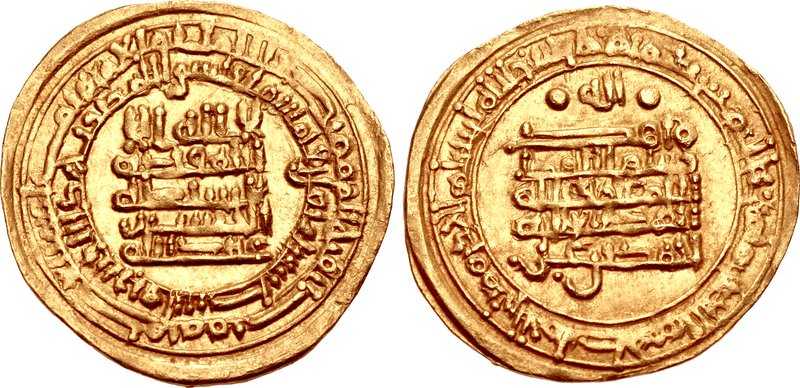
Dinar d'or encunyat al 968-9 a Ramla (Palestina) amb el nom de l'últim senyor ikhxídida d'Egipte, Abu'l-Fauaris Ahmad

La mort a l'abril de 968 del cabdill Abu-l-Misk Kàfur, que havia aclaparat el poder durant anys, paralitzà el règim. El visir, Chafar ibn al-Furat, casat amb una princesa ikhxídida i que potser aspirava a entronitzar el seu fill, intentà prendre el control del govern, però mancava de suports fora de la burocràcia; l'exèrcit estava dividit en bàndols enfrontats (principalment l'ikhxídida, format per militars reclutats per al-Ikhxí, i el kafurita, compost pels allistats en temps de Kàfur). Els dirigents militars haurien preferit que un d'ells hagués succeït a Kàfur, però hagueren de renunciar-hi davant l'oposició de la famíliaikhxídida i de les elits civils i religioses.
Les faccions van pactar al principi compartir el poder, deixar el tron al net d'Ikhxíd, Abu'l-Fauaris Ahmad ibn Alí, llavors un xiquet d'onze anys, i acceptar per regent el seu oncle, Hasán ibn Ubaidalá, governador de Palestina, mentre Ibn al-Furat seguia com a visir i el mameluc Shamul al-Ikhxíd assumia la prefectura de l'exèrcit. L'acord es desbaratà aviat per les rivalitats personals i de grups. Shamul mancava d'autoritat real sobre les tropes, de manera que la facció ikhxídida expulsà per la força del país els seus rivals de la kafurita. Alhora, Ibn al-Furat arrestà els seus rivals en l'administració, i això va desorganitzar-la i també la recaptació d'imposts. El regent Hasán ibn Ubaidalá arribà de Palestina al novembre i ocupà Fustat, empresonà Ibn al-Furat; però els seus esforços per establir la seua autoritat van fracassar, i a la primeria del 969 va abandonà la capital i tornà a Palestina, deixant a Egipte un buit de poder.
Les elits egípcies no tenien alternativa a una intervenció exterior. Donada la situació internacional, aquesta només podia provenir dels fatimites. Les fonts medievals assenyalen que alguns notables civils i militars enviaren missives al califa fatimita al-Muïzz (953-975) a Ifríqiya, que preparava una nova invasió d'Egipte.

## Preparatius fatimites

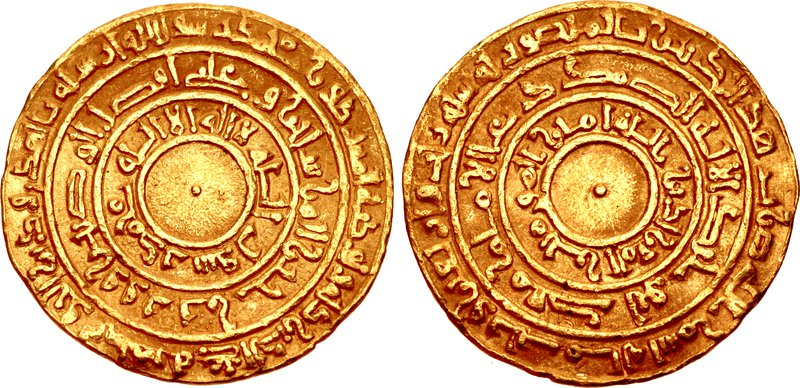
Dinar d'or d'al-Muïzz, encunyat a al-Mansuriyya al 954-5

Durant els seus primers anys de regnat al-Muïzz expandí la seua autoritat pel Magrib occidental i lluità contra els romans d'Orient a Sicília i Itàlia meridional, però el califa no abandonà els plans de conquesta d'Egipte. Els preparatius en començaren ja al 965-6. Els seus exèrcits acabdillats per Jàwhar as-Siqil·lí van vèncer es omeies del Califat de Còrdova al 965, i els privaren de les seues conquestes al Magrib i estengueren novament l'autoritat fatimita per territoris dels moderns Marroc i Algèria. A Sicília, els governadors fatimites conqueriren les darreres places romanes d'Orient, i completaren així la conquesta musulmana de l'illa, i van véncer la flota romana d'Orient que hi arribà per recuperar-la. Després d'això, el califa signa una treva amb Constantinoble al 967, que va permetre a les dues potències prosseguir els seus plans d'expansió a Orient: els romans d'Orient a costa de l'Emirat d'Alep dels hamdànides, i els fatimites, d'Egipte. El califa arribà fins i tot a presumir davant l'ambaixador romà d'Orient durant les negociacions afirmant que la propera que se'n reunissen ho farien a Egipte.

### Preparatius militars
Al-Muïzz preparà fons la nova expedició per conquistar Egipte; va dedicar-hi temps i enormes recursos. Segons l'historiador egipci del segle xv al-Maqrizí, el califa invertí vint-i-quatre milions de dinars a l'empresa. Lev assenyala que potser la xifra en si no siga exacta, però que indica la gran inversió que van fer els fatimites per apoderar-se del país. Aquesta inversió reflecteix com era del puixant la hisenda del califat en aquesta època, enriquida pels aranzels que cobrava al comerç transsaharià —només en un dels extrems d'aquestes rutes, a Sigilmasa al 951-2, els fatimites obtingueren uns quatre-cents mil dinars— i per l'arribada massiva d'or de gran qualitat de l'Àfrica subsahariana. A aquests fons se sumaren al 968 els imposts creats per sufragar la imminent expedició.
Jàwhar, que acabava de concloure la seua victoriosa campanya al Magrib, fou enviat als territoris kutama al 966 a reclutar soldats i recaptar fons; al desembre del 968, era de tornada a Egipte amb noves tropes i mig milió de dinars per pagar la nova invasió. Al governador de Barca se li ordenà preparar el camí a Egipte i excavar nous pous a intervals regulars, per facilitar la marxa de l'exèrcit invasor. Aquests preparatius meticulosos són un signe més del poder i l'estabilitat que llavors havia aconseguit l'estat fatimita. El comandament de l'expedició es confià a Jàwhar: el califa informà els governadors de les ciutats que travessaria que havien de desmuntar en la seua presència i besar-li la mà.

### Propaganda fatimita a Egipte
La propaganda antiabbàssida i profatimita abundava en tot el món islàmic a la primeria del s. X: hi havia partidaris dels ismaïlites fins i tot a la mateixa capital abbàssida. L'activitat dels agitadors fatimites i dels seus partidaris a Egipte està testificada en les fonts del 917-8, en vespres de la segona invasió del país. El governador detingué l'any següent diverses persones que mantenien correspondència amb l'exèrcit invasor fatimita.
Els fatimites havien redoblat la propaganda i la subversió de l'enemic després del fracàs de les primeres invasions. Fustat era un centre comercial clau amb una població diversa en ètnies i religions, i això feia que els missioners fatimites s'hi infiltraren fàcilment. Fins i tot Kafur arribà a rebre una de les seues delegacions públicament; les dawa es feien obertament a Fustat i els agents fatimites remarcaven que el govern fatimita s'imposaria únicament després de la mort de Kafur.
El dirigent dels predicadores profatimites era el ric mercader Abú Xafar Ahmad ibn Nasr, que mantenia bones relacions amb els poderosos egipcis, inclòs el visir Ibn al-Furat; potser en subornà alguns. Els més atrets per Ibn Nasr eren els mercaders de la ciutat, que desitjaven la tornada a l'estabilitat. S'afirma també que Ibn Nasr influïa en l'efímer regent Hasán ibn Ubaidalá; quan les tropes es van amotinar a Fustat, Ibn Nasr li aconsellà que sol·licitàs ajut d'al-Muïzz i dugué al califa la carta en què se'n feia la petició. El seu lloctinent Chabir ibn Muhammad organitzava la prèdica als barris residencials de la ciutat, distribuïa pancartes profatimites per a l'arribada de l'exèrcit invasor. Els fatimits tingueren també la col·laboració del convers jueu Yaqub ibn Kilis, que havia pretés el càrrec de visir abans de ser perseguit pel seu rival Ibn al-Furat. Ibn Kilis fugí a Ifríqiya al setembre del 968, i s'hi convertí a l'islam ismaïlita i va aportar als seus protectors el seu coneixement dels afers egipcis. El règim ikhxídida estava infestat de partidaris fatimites; s'afirma fins i tot que alguns dels caps militars turcs escrivien a al-Muïzz instant-lo a conquistar Egipte, i els historiadors moderns sospiten que el mateix Ibn al-Furat es va passar al partit profatimita.
Els historiadors moderns posen l'accent en l'hàbil propaganda política que precedí la invasió. Sumada a la fam que afligia Egipte i a la crisi política del règim ikhxídida, resultà més transcendent en la conquesta que el mateix exèrcit, i aplanà la invasió, que fou ràpida i sense quasi dificultats. El terror que suscitaven les conquestes romanes d'Orient al Llevant septentrional al 968, que s'efectuaren sense a penes oposició, també afavorí els fatimites. Els romans d'Orient corrien per la zona a pleret, fent molts captius musulmans.

## Invasió i conquesta d'Egipte
Jàwhar plantà el campament a Raqqada el 26 de desembre de 968, on concentra l'expedició sota la seua supervisió. El califa al-Muïzz hi acudia quasi diàriament, que no cessava de créixer, des del proper palau d'al-Mansuriyya. La fonts àrabs xifren la grandària de l'exèrcit en més de cent mil soldats, als quals se sumava una poderosa flota; Chaufar tenia mil cofres d'or per sufragar la campanya. L'exèrcit es posa en marxa el 6 de febrer del 969, després d'una solemne cerimònia que presidí el mateix califa, en què Chuhar va rebre plens poders per dirigir la campanya. Com a senyal d'aquesta cessió de poders, només el califa i Jàwhar romangueren en les seues muntures durant la cerimònia; els altres dignataris, inclosos els fills i germans del califa, hagueren de desmuntar i retre homenatge al cap de l'expedició. Per recalcar l'autoritat que li atorgava al nou virrei, al-Muïzz acompanyà un tret l'exèrcit, i després envià a Jàwhar els luxosos vestits que havia portat aquell dia. L'exèrcit va marxar a Barca, on Ibn Kil·lis s'hi incorporà.
Les tropes fatimites arribaren al delta del Nil al maig del 969. Jàwhar envaí Alexandria sense trobar resistència i establí un campament fortificat a Tarruja, a la vora occidental del delta, no lluny d'Alexandria, mentre l'avantguarda es dirigia a l'oasi del Fayún. No va haver-hi resistència a la invasió i Jàwhar tardà poc a sotmetre els pobles de l'oest del Nil, des del Fayún a la Mediterrània. Llavors s'aturà, esperant la reacció de Fustat.

### El perdó de Jàwhar
Fustat era la clau per controlar Egipte, per ser el centre administratiu i la ciutat més gran del país. En les seues invasions anteriors els fatimites havien ocupat gran part del país, però havien acabat fracassant per no conquistar Fustat. La carrera de Muhammad ibn Tugh al-Ijshí i el triomf de Jàwhar al 969 demostren que la conquesta del centre del país comportava la submissió del país sencer.
Els governants ikhxídides enviaren una delegació a Jàwhar a principis de juny amb una llista de sol·licituds, entre les quals destacava la garantia de la seua seguretat personal i la de les seues propietats i càrrecs. El dirigent de la facció ikhxídida de l'exèrcit, Nihrir al-Shuaizan, que tenia a les seues ordres l'únic contingent militar notable, demanà a més que el nomenassen governador de les ciutats santes de La Meca i Medina, pretensió poc realista que revela la incomprensió de les creences religioses fatimites. En la delegació participaren caps de les famílies ashrāf —l'husaynita Abú Chafar Muslim, l'hassànida Abú Ismaíl al-Rasi i l'abbàssida Abú'l-Tayib—, el cadi principal de Fustat, Abú Tahir al-Dhuhli, i el major agent fatimita al país, Ibn Nasr.
Jàwhar concedí una capitulació (amān) a canvi de la submissió del país i feu una proclama amb promeses per a la població. La capitulació contenia el programa polític fatimita per a Egipte. Començava amb la justificació de la invasió per la necessitat de protegir els musulmans de les zones orientals del món islàmic dels enemics —referència implícita als romans d'Orient. El document enumerava també una sèrie de millores concretes que pretenia implantar el nou règim en què s'observa el coneixement que els fatimites tenien del país gràcies a la informació que els havien proporcionat els seus agents: el restabliment de l'ordre, la seguretat en les rutes de pelegrinatge, la supressió dels imposts il·legals o la millora de la qualitat de la moneda. Als sectors religiosos (predicadors, juristes, etc.) se'ls compla amb promeses de pagar-los els salaris, restaurar les mesquites i construir-ne de noves.
El text acabava ressaltant la unitat de l'islam i la tornada al que denominava «sunna veritable» del profeta i de les primeres generacions de l'islam, cercant així un punt d'unió per a sunnites i xiïtes. S'hi ocultaven les intencions fatimites, en la doctrina ismaïlita dels quals el califa imam era l'hereu del profeta i l'únic intèrpret vàlid de la sunna. Aviat es feu palés que en el que es referia als ritus públics i a la figh (jurisprudència), els fatimites feien prevaler la doctrina ismaïlita. La capitulació, però, va complir el seu propòsit d'atraure el gruix de la població a la nova dinastia.

### Ocupació de Fustat
La delegació tornà a Fustat el 26 de juny amb la carta de Jàwhar. Fins i tot abans de la seua tornada, s'afirmava que els militars refusaven el tracte i estaven decidits a lluitar i a impedir que l'enemic reuàs el Nil. Quan es va llegir públicament la carta, els oficials es mostraren contraris al pacte i ni tan sols el visir Ibn al-Furat pogué convéncer-los perquè l'acceptassen. Jàwhar proclamà llavors que la seua expedició era una gihad contra els romans d'Orient i feu que el cadi principal confirmàs que qui impedís la seua marxa era un enemic de la fe a qui es podia matar. Les faccions ikhxídida i kafurita de l'exèrcit van escollir un cap comú, Nihrir, que el 28 de juny ocupà l'illa Rawda, que controlava el pas pel pont de barques que connectava Fustat amb Guiza, a la riba occidental del Nil, on Jàwhar havia plantat el campament.
No és clar com continuà el conflicte entre els dos bàndols, ja que les fonts se'n contradiuen en els detalls. El primer xoc fou el dia 29 i Jàwhar s'hagué de replegar. Optà per travessar el riu per un altre indret. Unes fonts afirmen que ho feu amb les barques que li van proporcionar uns traïdors ghulam ikhxídides; unes altres que ho aconseguí gràcies a les que havia arrabassat Chafar ibn Falà a una flotilla enemiga enviada del Baix Egipte per auxiliar la guarnició de Fustat. Aquestes barques li van permetre a Ibn Falà trasbordar part de l'exèrcit a la riba oriental, tot i que es desconeix el lloc exacte on ho va fer. Al-Maqrizí remarca que quatre caps ikhxídides vigilaven els possibles guals, però que malgrat això les tropes enemigues pogueren travessar el riu. Els dos exèrcits xocaren novament el 3 de juliol i aquesta vegada la victòria fou dels fatimites. No es coneixen els detalls de la batalla, però sí que les forces ikhxídides que havien acudit des de Guiza a tallar el pas a l'enemic foren anihilades. Les restes de tropes ikhxídidesan deixaren Rauda i es dispersaren, i fugint fins i tot al Llevant a la recerca d'empara.
Fustat restà en el caos, però llavors els predicadors fatimites van contactar amb el cap de policia i penjaren estendards blancs fatimites per la ciutat com a senyal de submissió al conqueridor; el cap de la policia va recórrer els carrers fent sonar una campana i portant una pancarta en què es proclamava califa a al-Muïzz. La resistència de les tropes havia invalidat la capitulació concedida per Jàwhar i hagués permés que els soldats saquejassen la ciutat, però Jàwhar la va renovar i encarregà a Abú Chafar Muslim que en supervisàs l'aplicació; Ibn al-Furat quedà a càrrec de confiscar les cases dels oficials que havien fugit.

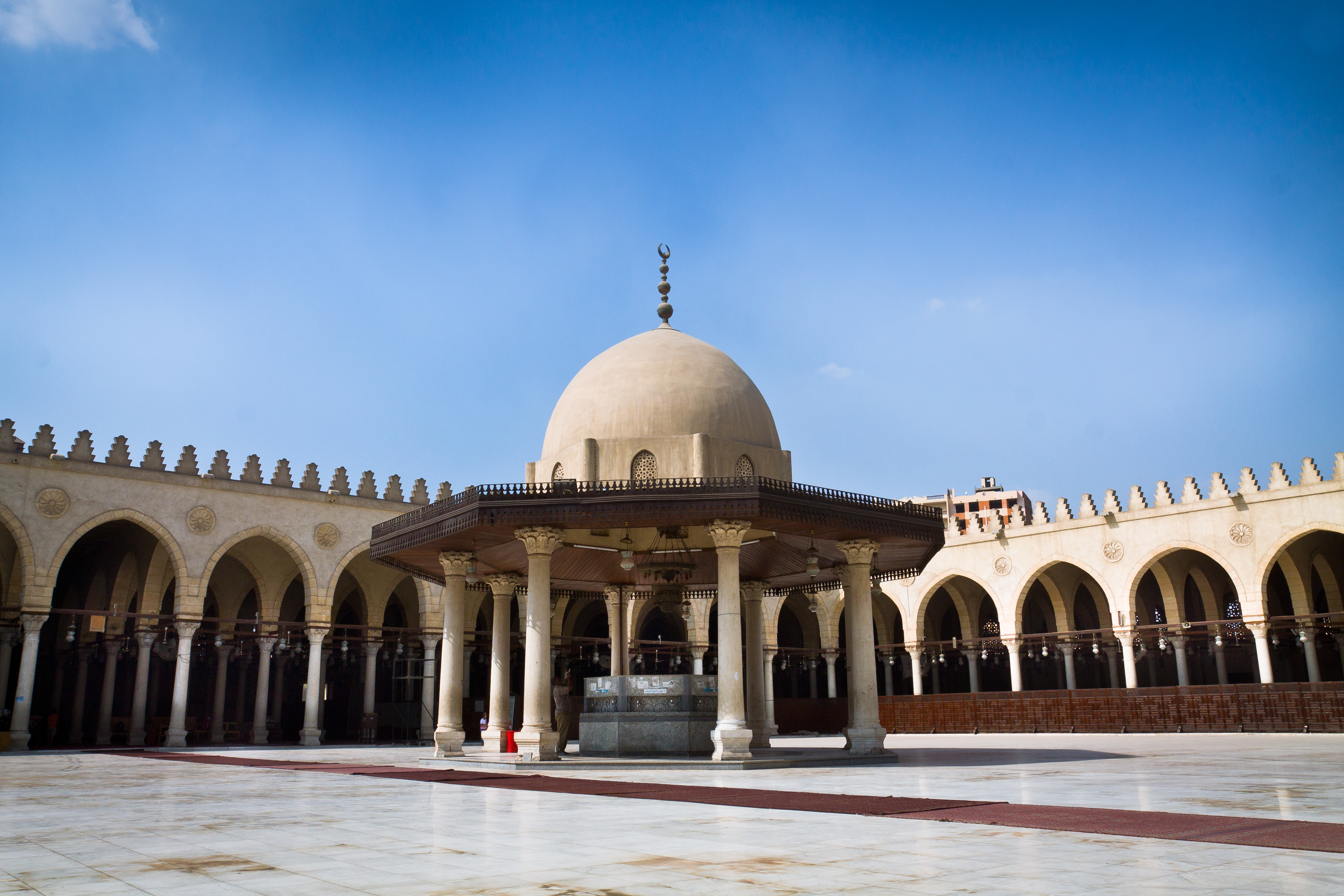
El pati interior de la mesquita d'Amr

Ibn al-Furat i Abu Chafar Muslim, acompanyats pels mercaders principals, encapçalaren una multitud que el 6 de juliol creuà el pont de barques per rendir homenatge a Chaufar a Guiza. L'exèrcit fatimita el començà a travessar també contra direcció aquesta mateixa vesprada i acampà a uns cinc quilòmetres al nord de la ciutat. La distribució d'almoines a càrrec del tresor que Chaufar portava s'anuncià l'endemà al matí; el cadi de l'exèrcit, Alí ibn al-Ualid al-Ishbili, les distribuí als pobres. Jàwhar dirigí l'oració de divendres a la mesquita d'Amr de Fustat el 9 de juliol; el predicador, vestit del blanc associat als aliïtes, va llegir l'oració, que li era estranya, d'una nota, recitant la khutba en nom d'al-Muïzz.

## Consolidació de l'autoritat fatimita

### Persecució de les restes de les forces enemigues i intent de conquesta del Llevant
La conquesta de Fustat, la ciutat més populosa i centre administratiu, fou crucial, però no suposà la submissió immediata d'Egipte. Les restes de les forces enemigues es concentraren en Palestina a les ordres d'Hasán ibn Ubaidalá, i més al nord els romans d'Orient es van apoderar d'Antioquia de l'Orontes després d'un llarg setge i van sotmetre els hamdànides d'Alep. En conseqüència, Jàwhar envia un exèrcit al comandament de Chafar ibn Falá a sotmetre les darreres forces ikhxídides i, d'acord amb la promesa de reprendre la gihad, a lluitar contra els romans d'Orient.
L'exèrcit fatimita va véncer els ikhxídides i capturà Hasán ibn Ubaidalá al maig del 970, però Damasc, disgustada pels excessos dels soldats kutama, resistí fins a novembre, quan va capitular; malgrat això, fou lliurada al pillatge. L'exèrcit fatimita marxa de la ciutat cap al nord amb l'objectiu d'assetjar Antioquia, però fou derrotat pels romans d'Orient. Ibn Falà s'hagué d'enfrontar als càrmates, aliats a les tribus beduïnes del país. Fou vençut i mort en combat l'agost del 971; la derrota va eliminar l'autoritat fatimita del Llevant i deixà lliure el camí a Egipte a l'enemic.
Els fatimites van tenir millor sort a l'Hiyaz: les dues ciutats santes de l'islam, La Meca i Medina, es van sotmetre a la nova dinastia, gràcies sobretot als donatius en or que els va enviar al-Muïzz. Abú Chafar Muslim gaudia de gran influència a Medina, on els husaynites guanyaven pes i la khutba es va fer en nom d'al-Muïzz al 969 o 970. L'hassànida Chafar ibn Muhammad al-Hasaní, que s'havia fet amb el poder a La Meca cap al 968, va fer la khutba en nom d'al-Muïzz tan aviat com tingué notícia de la conquesta d'Egipte, tot i que algunes fonts indiquen que ho va fer més tard, al 974 o 975, i un relat assevera que calgué obligar-lo a reconéixer l'autoritat fatimita amb una expedició conjunta de forces fatimites i medineses al 972. El reconeixement de l'autoritat fatimita pels ashrāf de l'Hiyaz, que es plasmà en l'esment del califa fatimita en la khutba, i la represa de les caravanes de pelegrins al 974-5 realçaren el prestigi de la dinastia, i la seua legitimitat resultà reforçada.

### Jàwhar, virrei d'Egipte
Jàwhar roman a Egipte per consolidar l'autoritat del seu senyor en qualitat de virrei o procònsol. Havia de restaurar l'ordre del govern, afermar la nova autoritat, fer front a les restes dels exèrcits ikhxídides i sotmetre el nord del país (el delta del Nil) i el sud (l'Alt Egipte).

#### Tractament de les tropesikhxídides
Jàwhar accepta la submissió de catorze caps de les faccions ikhxídida i kafurita al 969, que manaven entre cinc i sis mil soldats; els caps foren arrestats i els soldats, desarmats. Les propietats dels militars ikhxídides, tant les dels oficials com les de la tropa, foren confiscades pel nou govern.
Els fatimites es malfiaven de la lleialtat de les tropes ikhxídides i van refusar incloure-les com a regulars en el seu exèrcit. Sí que les utilitzaren, però, com a reforços d'urgència, permetent la supervivència d'aquests soldats llicenciats que mancaven d'un altre sustent que no fos el seu servei. Molts van ser-ne reclutats per fer front a la invasió càrmata del 971, si ben molts més que havien fugit d'Egipte entraren en les files de l'exèrcit invasor. Jàwhar prengué nou-cents d'ells després de la derrota càrmata; al-Muïzz els alliberà després perquè participassen en la defensa enfront de la segona invasió càrmata del 974. També es reclutaren antics soldats ikhxídides per compensar les pèrdues sofertes en les successives derrotes, almenys fins al 981.

#### Administració interna i reformes
Jàwhar evità suscitar el ressentiment dels notables egipcis i mantingué la gestió del país. Per a això el personal de l'època anterior continuà treballant: Ibn al-Furat conservà el lloc de visir i el mateix succeí amb el cadi i el predicador principals, així com els directors dels organismes administratius; Jàwhar nomenà un supervisor kutama per vigilar-los. També organitzà sessions setmanals per sentir queixes (maẓālim), abolí alguns imposts i va retornar als amos les propietats que els havia confiscat il·legalment la hisenda egípcia.
Fou prudent quant a la religió, i introduí a poc a poc els ritus ismaïlites. Se'n mantingueren temporalment els sunnites a la mesquita d'Amr i solament en la d'Ibn Tulun, que servia als soldats fatimites, s'implantà la crida a l'oració (l'àdhan) al març del 970. Això no impedí que sorgissin tensions a l'octubre del 969, quan el cadi de l'exèrcit fatimita proclama la fi del dejuni del Ramadà un dia abans que el cadi principal sunnita. Els fatimites també imposaren un codi moral més estricte, reflex del seu puritanisme i del desig d'eliminar el suposat llibertinatge dels seus predecessors. Aquesta mesura facilità a la nova dinastia les simpaties dels sectors religiosos sunnites, però també va originar certa resistència.
Jàwhar emprengué la construcció d'una nova capital per al seu senyor a l'indret on havia acampat l'exèrcit. Com el seu equivalent magribí, l'anomenà al-Mansuriyya; es van adoptar fins i tot els noms d'algunes portes i de barris de l'antiga capital. El seu edifici principal, la mesquita d'al-Azhar, comença a construir-se el 4 d'abril de 970, i s'acabà a l'estiu del 972.

#### Pacificació de les províncies i invasió càrmata
Jàwhar envia tropes al comandament de l'antic cap ikhxídida Alí ibn Muhammad al-Jazín al novembre o desembre del 969 a combatre els roders de l'Alt Egipte. La situació era encara més complexa al delta del Nil. El terreny marjalenc i les divisions socials i religioses de la població eren desconeguts per als seus soldats kutama, per la qual cosa Jàwhar deixà les operacions a la zona en mans d'antics oficialsikhxídides. Muzahim ibn Raíq, que amb els seus soldats s'havia passat als fatimites, fou nomenat governador de Pelúsion, i Tibr fou enviat contra Tinnis, on havia esclatat una revolta contra els imposts. Tibr es passà aviat a les files rebels i es feu amb el comandament de la revolta; animà als vilatans a rebutjar el pagament d'imposts. Chaufar tractà en va de subornar-lo i, en no aconseguir-ho, envià un altre exèrcit contra ell. Tibr fugí al Llevant, però fou capturat i executat pels fatimites.
Jàwhar s'enfrontà als càrmates al setembre del 971, que, després de véncer a Ibn Falà, van envair Egipte. En lloc de marxar directament contra Fustat, es dirigiren a la part oriental del delta. La rebel·lió de Tinnis ressorgí quan van arribar a la zona i la regió sencera s'alçà contra els fatimites. Un exèrcit fatimita recuperà breument Farama, però la rebel·lió l'obligà a retirar-se a Fustat, perseguit pels càrmates. Aquestes operacions ajornaren dos mesos l'escomesa contra Fustat i donaren a Jàwhar temps per preparar una línia de fortificacions i una trinxera a Ayn Shams, al nord de la capital, que s'estenia al llarg de deu 10 km des del Nil als turons d'al-Mukattam. El general fatimita mobilitzà quasi tota la població de Fustat i va batre l'enemic en dues costoses i renyides batalles que es lliuraren el 22 i el 24 de desembre del 971. Els càrmates es retiraren a Palestina; molts en moriren en la fugida, assassinats per la recompensa que Jàwhar va prometre als que els matassen. Els reforços vinguts d'Ifríqiya al comandament d'Hasàn ibn Ammar van arribar l'endemà passat de la segona batalla i permeteren afermar l'autoritat fatimita al país.
La invasió càrmata no sols va fer reviure la rebel·lió de Tinnis i del delta, sinó que afavorí l'activitat contrària a la nova dinastia. A l'Alt Egipte, el cap kilabi Abd al-Aziz ibn Ibrahim, fins llavors aliat, es rebel·là en nom del califa abbàssida. S'hi envià una expedició al comandament del cap nubi contra ell; fou capturat i portat engabiat al Caire a la primeria del 973.
L'aixecament al delta va durar anys, en part perquè Jàwhar no tenia prou forces per sufocar-lo. Ibn Ammar emprengué finalment la brutal repressió de la zona a l'estiu del 972. Els càrmates enviaren una flota a auxiliar Tinnis, però els fatimites s'apoderaren de set dels vaixells i cinc-cents mariners, al setembre o octubre del 972. Al-Maqrizí assevera que això succeí un any després, al juny o juliol del 973, per això potser hi hagué dues expedicions navals càrmates per socórrer Tinnis; si fos així, concordaria amb l'afirmació d'Ibn Zulak que al-Muïzz obtinguér dues victòries navals en la lluita contra ells. Tinnis acabà rendint-se i pagant un milió de dírhams per evitar represàlies.

#### Valoració
Jàwhar assolí sotmetre fonamentalment Egipte i fer que la població acceptàs a poc a poc la nova dinastia, sobretot amb prudència i moderació en la imposició de la doctrina ismaïlita (aspecte en què la seua actitud contrasta amb la d'al-Muïzz quan aquest es fa càrrec del govern després de la seua arribada a Egipte). La desastrosa campanya de Síria, però, la invasió càrmata, el procés de submissió d'Egipte i la construcció de la nova capital comportaren enormes despeses. Els tumults d'aquests anys també destorbaren la recuperació de l'agricultura egípcia i en reduïren la recaptació. Com a resultat, tres anys després de l'entrada triomfal de Jàwhar a Fustat, l'expectativa d'estendre la conquesta fins a Bagdad s'havia frustrat.
Excepte Ramla, que fou conquistada al maig del 972, el gruix del Llevant resta fora dels dominis fatimites. Hi hagué fins i tot una segona invasió càrmata d'Egipte al 974. Els càrmates tornen a apoderar-se del delta, mentre un segon exèrcit acabdillat pel germà d'Abú Chafar Muslim, Aju Muslim, envoltava el Caire i acampava entre Assiut i Akhmim. Molts fills de la principals famílies ashrāf se sumaren a les seues hosts. Una vegada més els càrmates foren vençuts en una batalla que es disputà al nord d'Ayn Shams. Els fatimites s'apoderen de Damasc més tard, en temps del successor del-Muiz, al-Aziz (975-996) i van aconseguir per fi estendre la seua autoritat sobre quasi tot el Llevant.

### Trasllat de la cort fatimita a Egipte
Després de desbaratar la invasió càrmata i malgrat el continu malestar a la zona, Jàwhar convida al seu amo, el califa al-Muïzz, a prendre possessió d'Egipte; semblava que el domini del país estava assegurat. El califa comença els preparatius per traslladar la cort, el tresor i fins i tot els fèretres dels seus avantpassats d'Ifríqiya a Egipte. El senyor fatimita i el seu seguici ixen d'al-Mansuriyya el 5 d'agost de 972 en direcció a Sardaniya, prop d'Ahín Yelula, on se li uneixen partidaris durant els quatre mesos següents. Allí nomena virrei d'Ifríqiya Bulugguín ibn Ziri el 2 d'octubre. Una enorme columna de soldats i animals ix cap a Egipte el 14 de novembre; arriba a Alexandria el 30 de maig del 973, i a Guiza el 7 de juny. Una delegació de notables encapçalada per Abú Chafar Muslim s'hi troba i acompanya el califa en la darrera etapa del camí. Al-Muïzz creua el Nil el 10 de juny. Va fer cas omís de la recepció que li havien organitzat a Fustat i no va entrar a la ciutat, sinó que es dirigí a la nova capital, que rebateja amb el nom d'el-Qāhira al-Muʿizzīja («la Ciutat Victoriosa d'al-Muïzz"), el modern el Caire.
L'arribada del califa fatimita i de la cort fou un punt d'inflexió en la història egípcia. El país ja havia estat autònom durant els períodes tulúnida i ikhxídida, per primera vegada des de l'època dels ptomeleus i era una potència de l'àrea. Les ambicions, però, d'aquestes dinasties s'havien limitat a la zona adjacent i els seus dirigents havien continuat lligats a la cort abbàssida; l'estat fatimita, per contra, tenia caràcter imperial, i els seus sobirans afirmaven gaudir d'un mandat religiós ecumènic rival al dels abbàssides. Si bé en acabant no van aconseguir els seus objectius, transformaren Egipte, i la seua capital, el Caire, fundada com a centre d'un imperi universal, esdevingué una de les principals ciutats del món islàmic.